# Домалактобе
Домалактобе (каз. Домалақтөбе) — городище IХ—ХII веков в Байдибекском районе Туркестанской области Казахстана. Входит в список памятников истории и культуры местного значения Туркестанской области. Открыто экспедицией археологического отряда Чимкентского педагогического института (Николай Подушкин) в 1965 году.
Городище с двухчастным делением. В плане состоит из двух площадок — западной и восточной. Западная, более высокая (7—8 м), имеет округлую форму; размеры основания в направлении север—юг — 80 м, запад—восток — 85 м. На верхней площадке относительно недавно сооружены мазары. Более крупная — восточная площадка — также округлой формы, имеет размеры: основание в направлении север—юг — 160 м, запад—восток — 140 м, высота 5—6 м. Сохранились следы вала и рва, опоясывающие городище с северной стороны. На плоской поверхности восточной площадки следы двух углублений. Подъёмная керамика — фрагменты сосудов различных форм и назначения, в основном станковой работы. Преобладают фрагменты горшков, кувшинов, крупных хозяйственных сосудов, а также кружек и чаш столового назначения. В орнаментации отмечен штамп в виде розеток и полива бело-голубого цвета монголо-тимуридского времени. Поверхность потревожена современными захоронениями.